# 신현대 (야구 선수)
신현대(申鉉大, 1969년 1월 29일~)는 대한민국의 전직 야구 선수로 현역 시절 한국 프로 야구의 팀인 쌍방울 레이더스 소속으로 뛰었다.

## 출신 학교
- 광주동성고등학교
- 성균관대학교

## 같이 보기
- 1992년 쌍방울 레이더스 시즌